# Otto Sanchez
Pour les articles homonymes, voir Sanchez.
Otto Sanchez est un acteur américain. Il est surtout connu pour son rôle de Carmen "Chico" Guerra dans la série télévisée Oz.
Il a également participé dans les séries Kidnapped, New York, police judiciaire, New York, unité spéciale et New York 911, ainsi qu'aux films Bad Boys 2 et Terminator Genisys.

## Filmographie

### Télévision
- 2000 : New York, unité spéciale (saison 1, épisode 13) : Delfino Melendez
- 2000 : New York, police judiciaire (saison 11, épisode 4) : détective Hector Diaz
- 2002 : New York, unité spéciale (saison 3, épisode 12) : Eddie Fuentes
- 2003 : New York, police judiciaire (saison 13, épisode 23) : Reynaldo Celaya
- 2009 : New York, police judiciaire (saison 19, épisode 11) : l'employé de Westside Express
- 2009 : New York, section criminelle (saison 8, épisode 1) : détective Gonzo Ruiz